# Xingnong (köpinghuvudort i Kina, Heilongjiang Sheng, lat 45,50, long 130,95)
Xingnong (kinesiska: 兴农, 兴农镇) är en köpinghuvudort i Kina. Den ligger i provinsen Heilongjiang, i den nordöstra delen av landet, omkring 340 kilometer öster om provinshuvudstaden Harbin. Antalet invånare är 39 469. Befolkningen består av 19 490 kvinnor och 19 979 män. Barn under 15 år utgör 14,0 %, vuxna 15-64 år 79 %, och äldre över 65 år 6,0 %.
Runt Xingnong är det tätbefolkat, med 476 invånare per kvadratkilometer. Närmaste större samhälle är Dongxing, 19,9 km sydväst om Xingnong. Trakten runt Xingnong består till största delen av jordbruksmark.
Genomsnittlig årsnederbörd är 855 millimeter. Den regnigaste månaden är juli, med i genomsnitt 176 mm nederbörd, och den torraste är januari, med 4 mm nederbörd.